# Vyhlídka Třeštibok
Skalní vyhlídka Třeštibok se nalézá na žluté turistické značce vedoucí z Petrova do Jílového u Prahy. Ze skalní vyhlídky nalézající se asi pět kilometrů od Jílového je výhled do údolí Sázavy, dále na železniční trať Posázavský pacifik a vrch Medník na protější straně údolí. Vyhlídka se nalézá ve stejnojmenné přírodní památce a zároveň na území přírodního parku Střed Čech.
Název vyhlídky Třeštibok pochází od sázavských vorařů, které za slavných plaveckých dob prudce hnala Sázava pod touto vyhlídkou na skalnatý břeh, na kterém mnohé vory roztříštila.
Asi 400 metrů směrem k Petrovu se nachází další vyhlídkové místo, Hadí skála, která poskytuje výhled proti proudu  Sázavy směrem k Lukám pod Medníkem.